# Christophe Vergnaud
Pour les articles homonymes, voir Vergnaud.
Christophe Vergnaud est un écrivain français, auteur de romans et professeur de philosophie au lycée Edmond-Perrier de Tulle.

## Biographie
Après des études de philosophie à l'université de Bordeaux 3 ainsi qu'à la Sorbonne à Paris, il amorce une carrière d'enseignant dans cette discipline. Il occupe ce poste dans plusieurs établissements, notamment au lycée Edmond-Perrier de Tulle, en Corrèze.

## Œuvre
Romans publiés aux éditions de la Table ronde :
- Riesling Connection (septembre 2003), où se mêlent intrigue policière et réflexions philosophiques.  (ISBN 2-7103-2611-6)
- Le Sceau de l'Ange (octobre 2005)  (ISBN 2-7103-2775-9)

Romans publiés à l’édition La Mérule :
- La Mémoire des Rives (mai 2023) (ISBN 9782493546173)
- Le Vieux Maître, l'Enfant et le Chat Boulgakov (mars 2025), qui a reçu le prix du Livre Insulaire en 2025  (ISBN 978-2-493546-37-1)